# Milk Inc.
Milk Inc. (auch bekannt als Milk Incorporated) ist eine Vocal-Trance-Formation aus Belgien. Sie besteht zurzeit aus dem Produzenten und Keyboarder Regi Penxten (* 4. März 1976 in Hasselt, Belgien), der Sängerin Linda Mertens (* 20. Juli 1978 in Wilrijk, Belgien) und dem Produzenten Filip Vandueren (* 1976). Im Studio und bei Live-Auftritten wird die Band seit Mitte 2006 vom Keyboarder Peter Schreurs und dem Schlagzeuger Michael Schack unterstützt.

## Künstlerisches Schaffen
Milk Inc. veröffentlichte im April 1997 ihre erste Single La Vache. Zuerst nur in Frankreich und England erfolgreich, sind sie nun in vielen europäischen Ländern und den USA bekannt. Milk Inc. haben bisher über 20 Singles veröffentlicht und mehrere Touren durch ganz Europa hinter sich. Ihre Musik zeichnet sich vor allem durch eine gezielte emotionale Stimmung aus, die durch den Einsatz von passenden Synthesizern und den Gesang erzeugt wird. In ihrer Anfangszeit verfügte Milk Inc. außerdem über einen Gitarristen, was für eine Trance-Gruppe extrem ungewöhnlich ist. Auf ihren Konzerten kommen zudem weitere Instrumente hinzu. So standen auf der „Forever“-Tour 2008 unter anderem mehrere Schlagzeuger, Gitarristen und auch ein Saxophonspieler auf der Bühne, was in einem Widerspruch zu dem häufigen Kritikpunkt steht, die Musik von Milk Inc. käme „nur aus dem Computer“.
Im Jahr 2014 kündigten Milk Inc. eine Pause auf unbestimmte Zeit an, da Linda Mertens ihr erstes Kind bekam. Für 2016 war anlässlich des 20-jährigen Jubiläums ein Comeback geplant, jedoch starb Mertens’ Tochter im Frühjahr 2017 an Krebs, sodass die Bandaktivitäten weiter pausiert bleiben. Für November 2024 ist ein Comeback-Konzert von Milk Inc. angesetzt, da Linda Mertens nach über 10-jähriger Pause zurückgekehrt ist.

## Ehemalige Mitglieder

### Nikkie van Lierop
Cornelia Anita Dominika van Lierop ist hauptsächlich unter dem Namen Nikkie van Lierop bzw. durch ihren Künstlernamen Jade 4 U bekannt. Im Frühjahr 1997 fertigte Praga Khan einen Remix des Songs La Vache an. Da Nikkie damals die Sängerin für Praga Khan war, trug sie ihren Teil bei: Von ihr stammt der Gesang (Text und Melodie), welcher im Remix zu hören ist. Auch im Musikvideo, das in England gedreht wurde, ist sie zu sehen. Nach dem durchschlagenden Erfolg des Songs sang sie bei den Auftritten während der ersten Tour von Milk Inc. durch Frankreich und Korsika. Als es zu Konflikten zwischen ihr, Regi und der damaligen Tänzerin Tamara kam, verließ sie Milk Inc., um sich auf Praga Khan zu konzentrieren (Praga Khan wurde zu der Zeit in den USA erfolgreich).

### Sofie Winters
Sofie Winters (* 22. Mai 1976 in Leuven, Belgien) ersetzte Nikkie für einige Monate. Während ihrer Zeit bei Milk Inc. wirkte sie als Sängerin bei dem Song Free your mind mit – auch im dazugehörigen Video ist sie zu sehen. Sofie Winter war damals und ist auch heute noch als Model und Schauspielerin tätig.

### Ann Vervoort
Die Grafikdesignerin Ann Vervoort (* 10. März 1977; † 22. April 2010) war vor ihrer Zeit bei Milk Inc. als Tänzerin für Pat Krimson tätig. Sie wurde von Regi Penxten im Jahr 1997 als Ersatz von Sophie Winters als Sängerin für Auftritte verpflichtet. Gerüchte besagen, dass Ann nie live auf der Bühne gesungen hat, sondern in Wirklichkeit Karine Boelaerts, die bereits für andere belgischen Dance-Projekte wie 2 Fabiola und Maurizzio als Studio-Sängerin tätig war. Mitte September 2000 verließ sie Milk Inc. und ging mit ihrem damaligen Freund Patrick Claesen alias Pat Krimson (Produzent u. a. von 2 Fabiola, Nunca, Leopold3) nach Ibiza. Dort gründeten sie die Plattenfirma Benimusa Records. Ann wurde durch Linda Mertens ersetzt, die bis heute die Sängerin der Formation ist. Nach dem Ende ihrer Beziehung zu Claesen im Jahr 2005 kehrte Vervoort nach Belgien in ihre Heimatstadt Limburg zurück. Ann Vervoort starb am 22. April 2010 im Alter von 33 Jahren.

### John Miles Jr.
John Miles Jr. ist der Sohn des bekannten Musikers John Miles Sr. John studierte in England Popmusik am Newcastle College of Music und arbeitete als Gitarrist bereits mit bekannten Popmusikern zusammen, darunter u. a. Debbie Harry, Bryan Ferry, Joe Cocker und Andrea Bocelli. John schrieb seit seinem Beitritt 1997 an den Songs mit und stand bei Auftritten als Gitarrist auf der Bühne. Mit der ersten Single nach seinem Beitritt In My Eyes kam der kommerzielle Erfolg zurück, der nach La Vache ausgeblieben war. Das war zum Teil Johns Verdienst, dessen Einfluss als Songschreiber sich auf den Stil der Musik auswirkte. In Kombination mit der Stimme von Ann Vervoort wurden alle veröffentlichten Songs während seiner Zeit bei Milk Inc. in Belgien zu Top-10-Hits. Als Ann als Sängerin aufhörte, wollte John Milk Inc. ebenfalls verlassen. Letztendlich hat er jedoch noch die ersten Auftritte mit Linda begleitet, bevor er Anfang 2001 endgültig austrat. Seit 2006 begleitet er Milk Inc. bei ihren großen Live-Konzerten als Gitarrist im Sportpaleis Antwerpen.

## Diskografie

### Studioalben
Das Veröffentlichungsdatum bezieht sich auf den ersten Verkaufsstart des Albums. Dieser muss nicht zwangsläufig mit dem deutschen Datum übereinstimmen. Die hohe Anzahl an Best-of-Alben ergibt sich daraus, dass diese jeweils nur in wenigen, einzelnen Ländern veröffentlicht wurden und beim Durchbruch in einem neuen Land oft ein eigenes Best-of-Album für diese Region angefertigt wurde.
| Jahr | Titel              | Höchstplatzierung, Gesamtwochen, AuszeichnungChartplatzierungen (Jahr, Titel, Platzierungen, Wochen, Auszeichnungen, Anmerkungen) | Höchstplatzierung, Gesamtwochen, AuszeichnungChartplatzierungen (Jahr, Titel, Platzierungen, Wochen, Auszeichnungen, Anmerkungen) | Höchstplatzierung, Gesamtwochen, AuszeichnungChartplatzierungen (Jahr, Titel, Platzierungen, Wochen, Auszeichnungen, Anmerkungen) | Höchstplatzierung, Gesamtwochen, AuszeichnungChartplatzierungen (Jahr, Titel, Platzierungen, Wochen, Auszeichnungen, Anmerkungen) | Anmerkungen                                                                 |
| Jahr | Titel              | UK | NL | BEF | BEW | Anmerkungen                                                                 |
| ---- | ------------------ | --- | --- | --- | --- | --------------------------------------------------------------------------- |
| 1998 | Apocalyps(e) Cow   | — | — | BEF5 Gold · (26 Wo.)BEF | — | Erstveröffentlichung: 20. März 1998, in FR, als La Vache, 31. Mai 1999 (BE) |
| 2000 | Land of the Living | — | NL58 (12 Wo.)NL | BEF26 (8 Wo.)BEF | — | Erstveröffentlichung: 10. November 2000                                     |
| 2003 | Closer             | — | — | BEF11 (9 Wo.)BEF | — | Erstveröffentlichung: 6. Oktober 2003                                       |
| 2006 | Supersized         | — | — | BEF3 Platin · (59 Wo.)BEF | — | Erstveröffentlichung: 1. September 2006                                     |
| 2008 | Forever            | — | — | BEF1 Platin · (35 Wo.)BEF | — | Erstveröffentlichung: 20. Juni 2008                                         |
| 2011 | Nomansland         | — | — | BEF1 Gold · (33 Wo.)BEF | BEW54 (1 Wo.)BEW | Erstveröffentlichung: 28. Februar 2011                                      |
| 2013 | Undercover         | — | — | BEF1 Gold · (44 Wo.)BEF | BEW63 (9 Wo.)BEW | Erstveröffentlichung: 21. Juni 2013                                         |

### Kompilationen
| Jahr | Titel                 | Höchstplatzierung, Gesamtwochen, AuszeichnungChartplatzierungen (Jahr, Titel, Platzierungen, Wochen, Auszeichnungen, Anmerkungen) | Höchstplatzierung, Gesamtwochen, AuszeichnungChartplatzierungen (Jahr, Titel, Platzierungen, Wochen, Auszeichnungen, Anmerkungen) | Höchstplatzierung, Gesamtwochen, AuszeichnungChartplatzierungen (Jahr, Titel, Platzierungen, Wochen, Auszeichnungen, Anmerkungen) | Höchstplatzierung, Gesamtwochen, AuszeichnungChartplatzierungen (Jahr, Titel, Platzierungen, Wochen, Auszeichnungen, Anmerkungen) | Anmerkungen                                            |
| Jahr | Titel                 | UK | NL | BEF | BEW | Anmerkungen                                            |
| ---- | --------------------- | --- | --- | --- | --- | ------------------------------------------------------ |
| 2001 | Double Cream          | — | — | BEF39 (5 Wo.)BEF | — | Erstveröffentlichung: 1. November 2001                 |
| 2002 | Milk Inc.             | UK47 (2 Wo.)UK | — | — | — | Erstveröffentlichung: 23. September 2002 nur UK und US |
| 2007 | The Best Of           | — | — | BEF2 ×3Dreifachplatin · (35 Wo.)BEF                                                                                               | — | Erstveröffentlichung: 29. September 2007               |
| 2011 | 15 - The Very Best Of | — | — | BEF4 Gold · (49 Wo.)BEF | BEW84 (1 Wo.)BEW | Erstveröffentlichung: 14. Oktober 2011                 |

### Singles
Das Veröffentlichungsdatum bezieht sich auf den ersten Verkaufsstart der Single. Dieser muss nicht zwangsläufig mit dem Datum übereinstimmen, meist handelt es sich um die Vinyl-Version, da diese vor den CD-Ausgaben verkauft wurden.

| Jahr | Titel Album                                        | Höchstplatzierung, Gesamtwochen, AuszeichnungChartplatzierungen (Jahr, Titel, Album, Platzierungen, Wochen, Auszeichnungen, Anmerkungen) | Höchstplatzierung, Gesamtwochen, AuszeichnungChartplatzierungen (Jahr, Titel, Album, Platzierungen, Wochen, Auszeichnungen, Anmerkungen) | Höchstplatzierung, Gesamtwochen, AuszeichnungChartplatzierungen (Jahr, Titel, Album, Platzierungen, Wochen, Auszeichnungen, Anmerkungen) | Höchstplatzierung, Gesamtwochen, AuszeichnungChartplatzierungen (Jahr, Titel, Album, Platzierungen, Wochen, Auszeichnungen, Anmerkungen) | Höchstplatzierung, Gesamtwochen, AuszeichnungChartplatzierungen (Jahr, Titel, Album, Platzierungen, Wochen, Auszeichnungen, Anmerkungen) | Höchstplatzierung, Gesamtwochen, AuszeichnungChartplatzierungen (Jahr, Titel, Album, Platzierungen, Wochen, Auszeichnungen, Anmerkungen) | Anmerkungen                                                                         |
| Jahr | Titel Album                                        | DE | UK | NL | BEF | BEW | FR | Anmerkungen                                                                         |
| ---- | -------------------------------------------------- | --- | --- | --- | --- | --- | --- | ----------------------------------------------------------------------------------- |
| 1997 | La vache / Good Enough (La Vache) Apocalyps(e) Cow | — | UK23 (3 Wo.)UK | — | — | BEW24 (5 Wo.)BEW | FR8 (18 Wo.)FR | in UK als Milk Incorporated, in FR als La Vache Erstveröffentlichung: Dezember 1996 |
| 1997 | Free Your Mind Apocalyps Cow                       | — | — | — | — | — | FR19 (10 Wo.)FR | in FR als La Vache Erstveröffentlichung: 12. Oktober 1997                           |
| 1998 | Inside of Me Apocalyps(e) Cow                      | — | — | — | — | — | FR62 (5 Wo.)FR | in FR als La Vache Erstveröffentlichung: 23. Februar 1998                           |
| 1998 | In My Eyes Apocalypse Cow                          | — | UK9 (8 Wo.)UK | — | BEF2 Gold · (18 Wo.)BEF | — | — | in UK erst 2002 platziert                                                           |
| 1999 | Promise Apocalypse Cow                             | — | — | — | BEF3 Gold · (12 Wo.)BEF | — | — | Erstveröffentlichung: 29. März 1999                                                 |
| 1999 | Oceans Apocalypse Cow                              | — | — | — | BEF8 (13 Wo.)BEF | — | — | Erstveröffentlichung: 28. Juni 1999                                                 |
| 1999 | Losing Love Apocalypse Cow: The Millennium Edition | — | — | — | BEF2 (16 Wo.)BEF | — | — | Erstveröffentlichung: 15. November 1999                                             |
| 2000 | Walk on Water Land of the Living                   | DE47 (7 Wo.)DE | UK10 (8 Wo.)UK | NL2 Gold · (19 Wo.)NL | BEF1 Gold · (20 Wo.)BEF | — | — | Erstveröffentlichung: 14. April 2000 in DE erst 2001, in UK erst 2002 platziert     |
| 2000 | Land of the Living                                 | — | UK18 (4 Wo.)UK | NL23 (12 Wo.)NL | BEF2 Gold · (16 Wo.)BEF | — | — | Erstveröffentlichung: 22. September 2000 in UK erst 2003 platziert                  |
| 2001 | Livin’ a Lie Land of the Living                    | DE56 (8 Wo.)DE | — | NL38 (2 Wo.)NL | BEF3 (10 Wo.)BEF | — | — | Erstveröffentlichung: 23. Februar 2001                                              |
| 2001 | Never Again Land of the Living                     | — | — | — | BEF17 (11 Wo.)BEF | — | — | Erstveröffentlichung: 11. Juni 2001                                                 |
| 2001 | Wide Awake Closer                                  | — | — | — | BEF2 (13 Wo.)BEF | — | — | Erstveröffentlichung: 3. November 2001                                              |
| 2002 | Sleepwalker Closer                                 | — | — | — | BEF6 (12 Wo.)BEF | — | — | Erstveröffentlichung: 24. April 2002                                                |
| 2002 | Breathe Without You Closer                         | — | — | — | BEF7 (14 Wo.)BEF | — | — | Erstveröffentlichung: 28. Oktober 2002                                              |
| 2003 | Time Closer                                        | DE92 (1 Wo.)DE | — | — | BEF10 (10 Wo.)BEF | — | — | Erstveröffentlichung: 5. Mai 2003                                                   |
| 2003 | The Sun Always Shines on T.V. Closer               | DE71 (4 Wo.)DE | UK86 (2 Wo.)UK | — | BEF5 (13 Wo.)BEF | — | — | Erstveröffentlichung: 1. September 2003                                             |
| 2004 | I Don’t Care Closer                                | — | — | — | BEF3 (18 Wo.)BEF | — | — | feat. Silvy Erstveröffentlichung: 9. Februar 2004                                   |
| 2004 | Whisper Supersized                                 | — | — | — | BEF1 (20 Wo.)BEF | — | — | Erstveröffentlichung: 6. September 2004                                             |
| 2005 | Blind Supersized                                   | — | — | — | BEF5 (10 Wo.)BEF | — | — | Erstveröffentlichung: 2. März 2005                                                  |
| 2005 | Go to Hell Supersized                              | — | — | — | BEF4 (17 Wo.)BEF | — | — | Erstveröffentlichung: 7. Oktober 2005                                               |
| 2006 | Tainted Love Supersized                            | — | — | — | BEF7 (15 Wo.)BEF | — | — | Erstveröffentlichung: 9. Juni 2006                                                  |
| 2006 | Run Supersized                                     | — | — | — | BEF7 (22 Wo.)BEF | — | — | Erstveröffentlichung: 1. September 2006                                             |
| 2006 | No Angel Supersized                                | — | — | — | BEF10 (12 Wo.)BEF | — | — | Erstveröffentlichung: 15. Dezember 2006                                             |
| 2007 | Sunrise Forever                                    | — | — | NL11 (9 Wo.)NL | BEF3 (17 Wo.)BEF | — | — | Erstveröffentlichung: 18. Juni 2007                                                 |
| 2007 | Tonight Forever                                    | — | — | NL22 (6 Wo.)NL | BEF6 (18 Wo.)BEF | — | — | Erstveröffentlichung: 19. Oktober 2007                                              |
| 2008 | Forever                                            | — | — | — | BEF7 (15 Wo.)BEF | — | — | Erstveröffentlichung: 9. Juni 2008                                                  |
| 2008 | Race Forever                                       | — | — | — | BEF18 (19 Wo.)BEF | — | — | Erstveröffentlichung: 5. September 2008                                             |
| 2009 | Blackout Nomansland                                | — | — | — | BEF1 (21 Wo.)BEF | — | — | Erstveröffentlichung: 29. Juni 2009                                                 |
| 2010 | Storm Nomansland                                   | — | — | — | BEF1 (13 Wo.)BEF | BEW7 (5 Wo.)BEW | — | Erstveröffentlichung: 19. Februar 2010                                              |
| 2010 | Chasing the Wind Nomansland                        | — | — | — | BEF10 (6 Wo.)BEF | — | — | Erstveröffentlichung: 9. Juli 2010                                                  |
| 2011 | Fire Nomansland                                    | — | — | — | BEF5 (7 Wo.)BEF | — | — | Erstveröffentlichung: 31. Januar 2011                                               |
| 2011 | Shadow Nomansland                                  | — | — | — | BEF42 (4 Wo.)BEF | — | — | Erstveröffentlichung: 27. Juni 2011                                                 |
| 2011 | I’ll Be There (La vache) –                         | — | — | — | BEF6 (6 Wo.)BEF | — | — | Erstveröffentlichung: 16. September 2011                                            |
| 2012 | Miracle Undercover                                 | — | — | — | BEF16 (6 Wo.)BEF | — | — | Erstveröffentlichung: 13. Juni 2012                                                 |
| 2013 | Last Night a DJ Saved My Life Undercover           | — | — | — | BEF3 Gold · (10 Wo.)BEF | BEW32 (9 Wo.)BEW | — | Erstveröffentlichung: 1. Februar 2013                                               |
| 2013 | Sweet Child o’ Mine Undercover                     | — | — | — | BEF5 (9 Wo.)BEF | — | — | Erstveröffentlichung: 3. Juni 2013                                                  |
| 2013 | Imagination Undercover                             | — | — | — | BEF3 (4 Wo.)BEF | BEW22 (2 Wo.)BEW | — | Erstveröffentlichung: 16. September 2013                                            |
| 2014 | Don’t Say Goodbye –                                | — | — | — | BEF7 (6 Wo.)BEF | — | — | Erstveröffentlichung: 20. Oktober 2014                                              |

Weitere Singles
- 1996: Cream
- 2000: Oceans / Promise (nur in Australien)
- 2001: Don’t Cry (Promo)
- 2001: Walk on Water / Oceans (nur als Vinyl in Deutschland)
- 2002: Megamix (nur als Vinyl)
- 2002: In My Eyes / Walk on Water (nur in Australien)
- 2005: Hits EP (nur als Vinyl in Spanien)
- 2006: Hits EP Vol. 2 (nur als Vinyl in Spanien)
- 2009: Guilty (nur als Download in Kanada)
- 2013: La Vache 2013/2014 (Remix der Single La Vache (1996), 2014 auch in Spanien veröffentlicht)

### Sonderveröffentlichungen
- Alone at Christmas (1999): Weihnachtslied für die Show „TMF Christmas 2000“ des Fernsehsenders TMF.
- Doe de donna (2000): Lied für den belgischen Radiosender Radio Donna zu Promotionszwecken. Caren Meynen, eine DJ bei Radio Donna, beauftragte mehrere belgische Bands, das von ihr geschriebene Lied Doe de donna zu interpretieren. Jede Version wurde genau eine Woche lang als Intro für Meynens Morgenshow gespielt.
- Vincent (2001): Das Lied entstand innerhalb von ein paar Stunden, während Filip und Linda bei Radio Donna zu Gast waren. Um den Zuhörern von Radio Donna zu demonstrieren, wie bei Milk Inc. Hits entstehen, wurden die Zuhörer aufgefordert, ein Thema für den während der Sendung zu schreibenden Song vorzuschlagen. Als Thema wurde die Geburt eines Kindes gewählt, die Geburt von Vincent. Am Ende der Sendung wurde das entstandene Lied Vincents Mutter und Vater am Telefon live vorgetragen.
- Donna 4 Life (2002): Beitrag zum zehnjährigen Jubiläum von Radio Donna in Anlehnung an den Song Never Again.
- Een feest voor iedereen (2002): Benefiz-Lied von Marc Paelinck zugunsten des Kinderkrankenhauses „Universitair Kinderziekenhuis“ in Leuven (Belgien) zusammen mit Raf Van Brussel, Peter Van Laet, TLD, Milk Inc. und Vanda Vanda (Artiesten voor Kinderen).[10]
- When the pain comes (2010): Beitrag zur Benefiz-CD „Te Gek 4!?“. Die von der psychiatrischen Klinik „Psychiatrisch Ziekenhuis Sint-Annendael“ in Diest ins Leben gerufenen Initiative „Te Gek!?“ hat zum Ziel, das Tabuthema „psychische Erkrankungen“ durch Konzerte, Veranstaltungen und Vorträgen anzusprechen und über psychische Erkrankungen aufzuklären.[11]

### Videoalben
Das Veröffentlichungsdatum bezieht sich auf den ersten Verkaufsstart der DVD. Dieser muss nicht zwangsläufig mit dem deutschen Datum übereinstimmen.
- Milk Inc. – The DVD (11. Oktober 2004): Enthält Musikvideos und Akustikversionen von vier Songs
- Milk Inc. Supersized Live at Sportpaleis (15. Dezember 2006 in Belgien): Konzertmitschnitt des Supersized-Konzertes am 30. September 2006 im Sportpaleis Antwerpen (Belgien)
- Milk Inc. Live – Het beste uit Supersized 2 (4. Dezember 2007; Beilage zum P-Magazine in Belgien): 10 Lieder der Supersized-2-Konzerte am 28., 29. und 30. September 2007 im Sportpaleis Antwerpen (Belgien)
- Milk Inc. – Forever Live at Sportpaleis (24. November 2008[12] in Belgien): Konzertmitschnitt des Forever-Konzerts am 10. Oktober 2008 im Sportpaleis Antwerpen (Belgien)

## Auszeichnungen
| Jahr | Award                            | Kategorie                             | Titel / Person           | Land        |
| ---- | -------------------------------- | ------------------------------------- | ------------------------ | ----------- |
| 1999 | Radio Donna Award                | Peper Award                           | In My Eyes               | Belgien     |
| 1999 | Move X Dance Award               | Best Dance Single                     | Promise                  | Belgien     |
| 1999 | TMF Award                        | Best Dance Act National               |                          | Belgien     |
| 2000 | Top Radio Topaward               | Best Female Performer                 | Ann Vervoort             | Belgien     |
| 2000 | Radio Donna Award                | Best Holidaysong of the year          | Oceans                   | Belgien     |
| 2000 | TMF Award                        | Best Single National                  | Walk On Water            | Belgien     |
| 2001 | Hitkrant                         | Best International Artists            |                          | Niederlande |
| 2001 | Hitkrant                         | Best International Single             | Walk On Water            | Niederlande |
| 2001 | TMF Award                        | Best Dance Act International          |                          | Niederlande |
| 2001 | TMF Award                        | Best Dance Act National               |                          | Belgien     |
| 2001 | TMF Award                        | Best Video National                   | Never Again              | Belgien     |
| 2002 | TMF Award                        | Best Dance Act National               |                          | Belgien     |
| 2003 | TMF Award                        | Best Dance Act National               |                          | Belgien     |
| 2004 | TMF Award                        | Best Dance Act National               |                          | Belgien     |
| 2004 | TMF Award                        | Life Time Achievement                 |                          | Belgien     |
| 2005 | TMF Award                        | Best Dance Act National               |                          | Belgien     |
| 2006 | TMF Award                        | Best Dance Act National               |                          | Belgien     |
| 2007 | TMF Award                        | Best Dance Act National               |                          | Belgien     |
| 2008 | Music Industry Award (MIA) 2007  | Beste dance/elektronica               |                          | Belgien     |
| 2008 | TMF Award                        | Best Dance Act National               |                          | Belgien     |
| 2008 | TMF Award                        | Best Album National                   | Forever                  | Belgien     |
| 2008 | TMF Award                        | Best Live Act National                |                          | Belgien     |
| 2009 | Music Industry Award (MIA) 2008  | Best Dance/Elektronica                |                          | Belgien     |
| 2009 | Telenet Kids Award               | Beste muziek                          |                          | Belgien     |
| 2009 | TMF Award                        | Best Dance Act National               |                          | Belgien     |
| 2009 | TMF Award                        | Best Live Act National                |                          | Belgien     |
| 2010 | Music Industry Award (MIA) 2009  | Best Dance/Elektronica                |                          | Belgien     |
| 2010 | MTV Cool Brand Awards 2010       | Coolest Belgian Music Group           |                          | Belgien     |
| 2012 | Annes Vlaamse Muziek Awards 2011 | Beste Dance                           | I’ll Be There (La vache) | Belgien     |
| 2012 | JIM Award 2012                   | Beste groep - nationaal               |                          | Belgien     |
| 2013 | Eurodanceweb Award 2012          | Favorite Song                         | Miracle                  | –           |
| 2013 | Annes Vlaamse Muziek Awards 2012 | Beste Dance                           |                          | Belgien     |
| 2013 | Story Awards 2013                | Beste zanger, zangeres of muziekgroep |                          | Belgien     |